# Gunung Sibadak
Gunung Sibadak är ett berg i Indonesien.   Det ligger i provinsen Sumatera Utara, i den västra delen av landet, 1 500 km nordväst om huvudstaden Jakarta. Toppen på Gunung Sibadak är 787 meter över havet, eller 510 meter över den omgivande terrängen. Bredden vid basen är 0,65 km.
Terrängen runt Gunung Sibadak är varierad.Runt Gunung Sibadak är det ganska tätbefolkat, med 60 invånare per kvadratkilometer. Det finns inga samhällen i närheten. I omgivningarna runt Gunung Sibadak växer i huvudsak städsegrön lövskog.